# 2 Fast 2 Furious
2 Fast 2 Furious är en amerikansk långfilm från 2003 i regi av John Singleton, med Paul Walker, Tyrese Gibson, Eva Mendes och Cole Hauser i rollerna. Filmen är en uppföljare till The Fast and the Furious.

## Handling
Paul Walker återvänder som den tidigare polisen Brian O'Conner, vilken slår sig ihop med sin kompis Roman Pearce (Tyrese Gibson), en tidigare fånge. Duon transporterar en sändning av svarta pengar för den skumma internationelle återförsäljaren Carter Verone (Cole Hauser), medan de arbetar tillsammans med den hemliga agenten Monica Fuentes (Eva Mendes) för att störta Verone.

## Om filmen
Filmens soundtrack var komponerat av David Arnold.
Den totala produktionsbudget uppskattades till 76 miljoner amerikanska dollar, med intäkter på ungefär 127 miljoner dollar. Den totala speltiden är 107 minuter, med en MPAA-klassificering på PG-13. 

## Rollista
| Paul Walker            | – Brian O'Conner      |
| Tyrese Gibson          | – Roman Pearce        |
| Eva Mendes             | – Monica Fuentes      |
| Cole Hauser            | – Carter Verone       |
| Ludacris               | – Tej                 |
| Thom Barry             | – Agent Bilkins       |
| James Remar            | – Agent Markham       |
| Devon Aoki             | – Suki                |
| Amaury Nolasco         | – Orange Julius       |
| Michael Ealy           | – Slap Jack           |
| Jin Auyeung            | – Jimmy               |
| Edward Finlay          | – Agent Dunn          |
| Mark Boone Junior      | – Detective Whitworth |
| Mo Gallini             | – Enrique             |
| Roberto 'Sanz' Sanchez | – Roberto             |